# Mountain Home, Idaho
Mountain Home är en stad i Elmore County i delstaten Idaho, USA. Mountain Home är administrativ huvudort (county seat) i Elmore County.
Mountain Home Air Force Base är belägen 20 kilometer sydväst om staden.